# Saman Salur

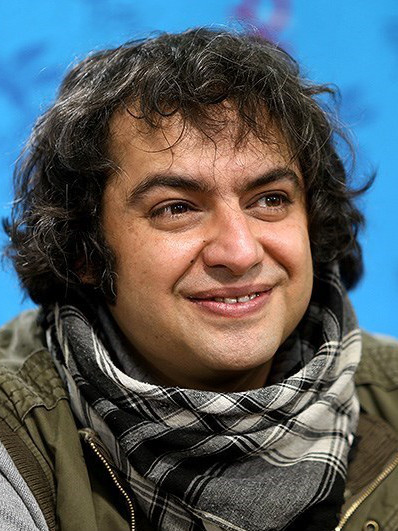
Saman Salur beim
32. Fajr Film Festival

Saman Salur (auch Saman Salour oder Saman Saloor; persisch سامان سالور; * 1976 in Borudscherd, Iran) ist ein iranischer Filmproduzent, Drehbuchautor und Filmregisseur.
Residents of Silent Land (englischer Titel) war sein erster Kinofilm. Er wurde beim Internationalen Filmfestival in Kiew, Ukraine, ausgezeichnet. Several Kilos of Dates for Burial Ceremony (englischer Titel) erhielt 2006 den Sonderpreis der Jury, den Silbernen Leoparden, beim Internationalen Filmfestival von Locarno.